# Колум Макканн
Колум Макканн (англ. Colum McCann, нар. 28 лютого 1965) — ірландський письменник літературної фантастики, який проживає в Нью-Йорку. Він є почесним професором творчої писемності в магістратурі образотворчих мистецтв в Хантерському коледжі в Нью-Йорку, і разом з колегами новелістами Пітером Кері та Теєю Обрехт, відвідав багато університетів та коледжів у всьому світі. Його роботи опубліковані 35 мовами і з'являлися на сторінках The New Yorker, The New York Times, Esquire, Paris Review та The Atlantic, а також багатьох інших міжнародних видань.
Макканн написав шість романів, включаючи «Трансатлантику» та «І нехай обертається прекрасний світ». Він також написав три збірки коротких оповідань, серед яких «Тринадцять способів вигляду», що вийшла у жовтні 2015 року.

## Біографія
Макканн народився в Дубліні в 1965 році, де вивчав журналістику в колишньому комерційному коледжі Ратмін, який тепер називається Дублінський технологічний інститут. В молоді роки він працював репортером видання «The Irish Press», а до 21 року мав власну рубрику в газеті «Evening Press». За словами Макканна, робота на ірландські газети дала йому чудове підґрунтя для того, щоб почати кар'єру в художній літературі.
Макканн переїхав до США в 1986 році і короткий період працював у місті Хіанніс, штат Массачусетс. У період з 1986 по 1988 рік він проїхав на велосипеді по Сполучених Штатах понад 12 000 кілометрів. «Частина причини поїздки полягала в тому, щоб просто емоційно розширити мої легені», — сказав Макканн, щоб здійснити контакт з тим, що він називає «справжньою демократією голосів». У 1988 році він переїхав до Техасу, де працював вихователем з неповнолітніми правопорушниками. Пізніше він закінчив Техаський університет в Остіні та отримав посаду в студентській спільноті Фі Бета Каппа.

## Особисте життя
Макканн та його дружина Еллісон прожили в Японії вісімнадцять місяців на початку 1990-их. В цей час Колум працював над своєю першою збіркою оповідань і викладав англійську як іноземну. У 1994 році він переїхав до Нью-Йорка. Він, його дружина та їхні троє дітей — Ізабелла, Джон Майкл та Крістіан проживають у Нью-Йорку.